# KVIrc
KVIrc (K Visual IRC) – graficzny klient sieci IRC dostępny dla systemów Linux, OS X, Unix oraz Windows. Program ten jest częścią środowiska graficznego KDE i podobnie jak ono całe jest dostępny na licencji GNU GPL (zmodyfikowanej). Autorem KVIrc jest polski programista Szymon Stefanek.